# Don Lapre
Donald Lapre (19 mai 1964-2 octobre 2011) est un vendeur opérant des systèmes de vente multiniveau et apparaissant dans des publireportages. Alors qu'il était emprisonné, Lapre a été retrouvé mort le matin du 2 octobre 2011, car il se serait vraisemblablement suicidé.
Il vendait des produits tels que des vitamines et de prétendus secrets pour faire de l'argent. Ses publicités, surtout diffusées la nuit sur des stations de télévision américaines, ont été décrites par des organismes de surveillance tels que le Better Business Bureau et Quackwatch comme étant trompeuses.  Le Better Business Bureau du nord de l'Arizona a averti les clients potentiels d'être « extrêmement prudents » avec les offres de Lapre.  Actuellement, Lapre fait la promotion d'un système de vente multiniveau servant à vendre des produits de santé, dont notamment une multi-vitamine appelée « The Greatest Vitamin in the World » (la meilleure vitamine au monde).  En juillet 2005, la Food and Drug Administration, une agence du gouvernement américain réglementant les aliments et les médicaments, a ordonné à Lapre de cesser de prétendre que ses vitamines pouvaient prévenir ou guérir des maladies.
Lapre avait fait faillite au moins deux fois et le fisc américain réclamait près d'un million de dollars à Lapre et à sa femme Sally pour impôts non payés.

## Culture populaire
David Spade a fait une imitation de Lapre dans deux sketches de l'émission de télévision Saturday Night Live.